# 詹姆斯·弗雷德里克·查普尔
詹姆斯·弗雷德里克·查普尔（James Frederick Chappell，1891年—1964年）是一位美国天文学家暨摄影师，1891年出生，1964年去世。
查普尔曾在利克天文台从事过对月球的拍摄工作，因开发了应用于天文方面的特殊摄影技术而闻名。
月球上的查普尔环形山就是以他的名字命名的。

## 备注
- D. H. Menzel; M. Minnaert; B. Levin; A. Dollfus; B. Bell. . Space Science Reviews. 1971, 12 (2): 136. Bibcode:1971SSRv...12..136M. doi:10.1007/BF00171763.